# 羅克克里克鎮區 (堪薩斯州科菲縣)
羅克克里克鎮區（英語：Rock Creek Township）為美國堪薩斯州科菲縣轄下的鎮區。2010年美国人口普查中該鎮區人口有955人。

## 地理
羅克克里克鎮區涵蓋面積140.77平方（54.35平方英里），境內的城市有韋弗利。

### 墓園
根據美國地質調查局的資料，此鎮區擁有3座墓園：
- 普萊森特維尤墓園（Pleasant View Cemetery）
- 羅克克里克墓園（Rock Creek Cemetery）
- 韋弗利墓園（Waverly Cemetery）

### 機場
- 斯庫爾克拉夫特機場（Schoolcraft Airport）

## 人口統計
根據2010年美國人口普查，羅克克里克鎮區人口有955人，住房429戶，人口密度為6.78人/每平方公里。此鎮區居民之種族中，白人佔96.34%，非裔美國人佔0%，美洲原住民佔1.05%，亞裔美國人佔0.21%，太平洋島裔美國人佔0%，其他種族佔0%，混血種族則佔2.41%。而西班牙裔或拉丁裔美國人佔此鎮區人口的2.09%。

## 外部連結
- City-Data.com （页面存档备份，存于）